# Elezioni generali a Cuba del 1920
Le elezioni generali a Cuba del 1920 si tennero il 1º novembre. Le elezioni presidenziali furono vinte da Alfredo Zayas y Alfonso, espressione del Partito Popolare Cubano e sostenuto anche dal Partito Conservatore Nazionale, nell'ambito della coalizione Lega Nazionale; alle elezioni parlamentari l'alleanza ottenne la maggioranza assoluta dei seggi sia alla Camera dei rappresentanti (31 su 59) che al Senato (11 su 13).

## Risultati

### Elezioni presidenziali
| Candidato               | Partito                      | Voti    | %     |
| ----------------------- | ---------------------------- | ------- | ----- |
| Alfredo Zayas y Alfonso | Lega Nazionale (PCN - PPC)   | 148.278 | 28,77 |
| José Miguel Gómez       | Partito Liberale Autonomista | 124.739 | 24,20 |
| Altri                   | Altri                        | 242.336 | 48,03 |
| Schede bianche/nulle    | Schede bianche/nulle         | -       | -     |
| Totale                  | Totale                       | 515.353 | 100   |

### Elezioni parlamentari

#### Camera dei rappresentanti
| Partito                                                        | Voti | % | Seggi |
| -------------------------------------------------------------- | ---- | - | ----- |
| Partito Conservatore Nazionale - Partito Popolare Cubano       |      |   | 31    |
| Partito Liberale Autonomista - Partito Democratico-Nazonalista |      |   | 28    |
| Totale                                                         |      |   | 59    |

- Il Partito Conservatore Nazionale ottenne 26 seggi e il Partito Popolare Cubano 5, mentre il Partito Liberale Autonomista ottenne tutti i 28 seggi.

#### Senato
| Partito                                                  | Voti | % | Seggi |
| -------------------------------------------------------- | ---- | - | ----- |
| Partito Conservatore Nazionale - Partito Popolare Cubano |      |   | 11    |
| Partito Liberale Autonomista                             |      |   | 2     |
| Totale                                                   |      |   | 13    |

- Il Partito Conservatore Nazionale ottenne 10 seggi e il Partito Popolare Cubano 1.